# Vicia hassei
Vicia hassei är en ärtväxtart som beskrevs av Sereno Watson. Vicia hassei ingår i släktet vickrar, och familjen ärtväxter. Inga underarter finns listade i Catalogue of Life.

## Bildgalleri

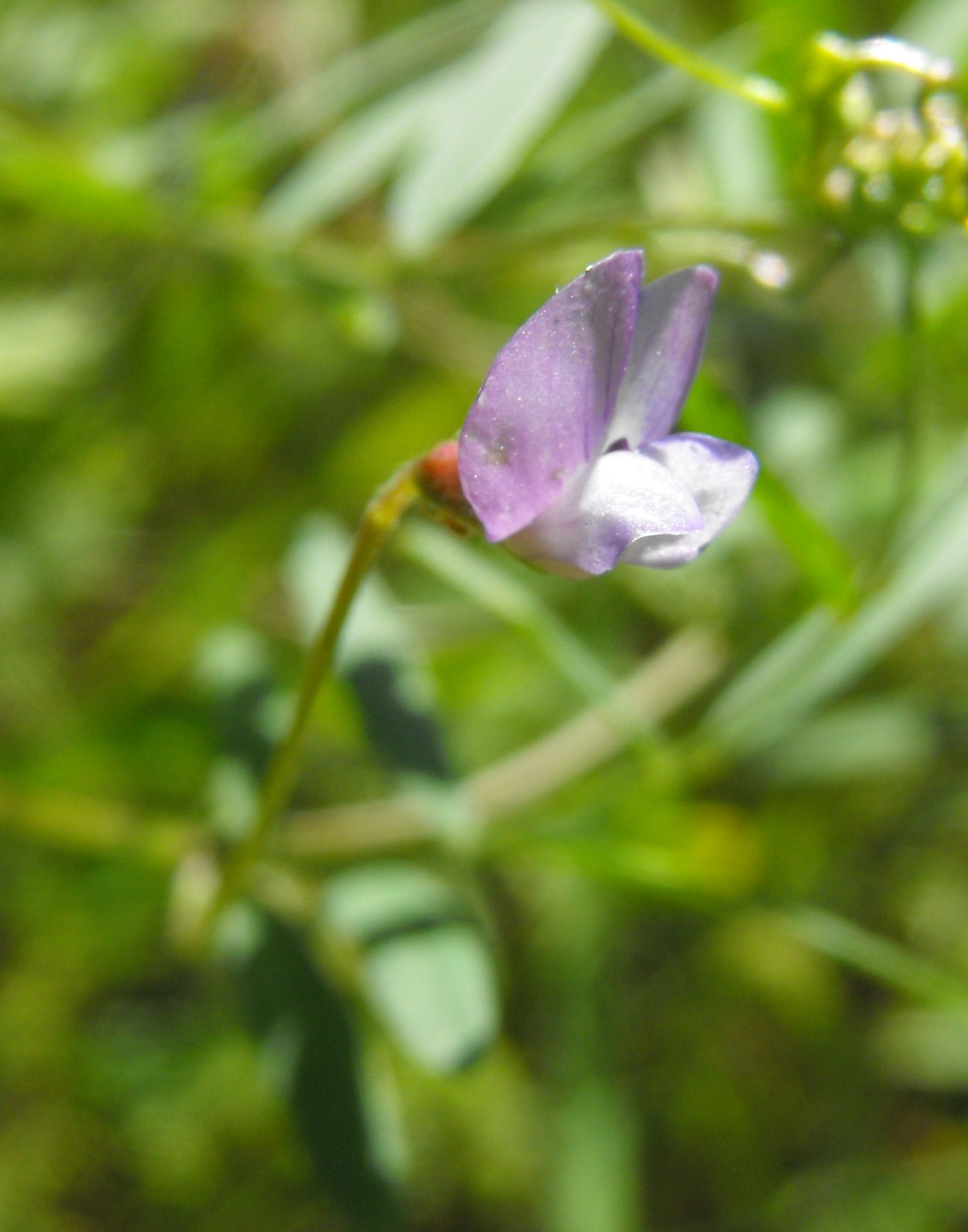